# Cantó d'Eu
El cantó d'Eu és un cantó francès del departament del Sena Marítim, situat al districte de Dieppe. Té 22 municipis i el cap és Eu.

## Municipis
- Baromesnil
- Canehan
- Criel-sur-Mer
- Cuverville-sur-Yères
- Étalondes
- Eu
- Flocques
- Incheville
- Longroy
- Melleville
- Le Mesnil-Réaume
- Millebosc
- Monchy-sur-Eu
- Ponts-et-Marais
- Saint-Martin-le-Gaillard
- Saint-Pierre-en-Val
- Saint-Rémy-Boscrocourt
- Sept-Meules
- Tocqueville-sur-Eu
- Touffreville-sur-Eu
- Le Tréport
- Villy-sur-Yères

## Història
| Data d'elecció                           | Identitat               | Partit                                  | Qualitat |
| ---------------------------------------- | ----------------------- | --------------------------------------- | -------- |
| 1951-1982                                | Louis Boisson           | SFIO, després rad., després UDF-radical |          |
| 1982-1994                                | Jean Duhornay           | UDF-CDS                                 |          |
| 1994-2008                                | Jean Garraud            | PCF                                     |          |
| 2008-                                    | Marie-Françoise Gaouyer | PS                                      |          |
| les dades anteriors no són pas conegudes |                         |                                         |          |
|                                          |                         |                                         |          |

## Demografia
| A partir de 1990: Població sense dobles comptes |